# Constant Feith
Constant Willem Feith (La Haia, 3 d'agost de 1884 - Bennekom, Gelderland, 15 de setembre de 1958) va ser un futbolista neerlandès que va competir a començament del segle xx. Jugà com a davanter i en el seu palmarès destaca la medalla de bronze en la competició de futbol dels Jocs Olímpics d'Estocolm, el 1912.
Entre 1903-1920 jugà al HVV La Haia, en què disputà 350 partits i marcà 234 gols, amb qui guanyà la lliga de 1906-1907 i 1909-1910. A la selecció nacional jugà un total de 6 partits, en què marcà 2 gols. Debutà contra Bèlgica l'abril de 1906 i disputà el seu darrer partit contra Finlàndia el juliol de 1912.